# Petite Fille en lit bébé avec papillon
Petite Fille en lit bébé avec papillon (en italien Bambina in culla con farfalla ou La Bambina in culla che gioca con una farfalla) est une peinture à l'huile sur toile de forme ovale de 75 × 76 cm, réalisée par Antonio Rotta en 1860 et conservée au Museo Bottacin de Padoue.